# Versekos upė
Versekos upė este o arie protejată (arie specială de conservare — SAC, sit de importanță comunitară — SCI) din Lituania întinsă pe o suprafață de 253 ha, integral pe uscat.

## Localizare
Centrul sitului Versekos upė este situat la coordonatele 54°17′02″N 24°49′15″E / 54.2839°N 24.8208°E.

## Înființare
Situl Versekos upė a fost declarat sit de importanță comunitară în aprilie 2004 pentru a proteja 6 specii de animale. Situl a fost protejat și ca arie specială de conservare în aprilie 2022.

## Biodiversitate
Situată în ecoregiunea boreală, aria protejată conține 8 habitate naturale: Cursuri de apă de la nivel de câmpie la nivel montan, cu vegetație Ranunculion fluitantis și Callitricho-Batrachion, Formațiuni ierboase bogate în specii de Nardus, dezvoltate pe substraturi silicioase în zone montane (și în zone submontane, în Europa continentală), Pajiști fino-scandinave uscate până la mezice, bogate în specii de altitudine mică, Pajiști aluvionare boreale nordice, Fânețe de joasă altitudine (Alopecurus pratensis, Sanguisorba officinalis), Taiga vestică, Păduri fino-scandinave bogate în ierburi cu Picea abies, Păduri aluvionare cu Alnus glutinosa și Fraxinus excelsior (Alno-Padion, Alnion incanae, Salicion albae).
La baza desemnării sitului se află mai multe specii protejate:
- mamifere (1): vidră de râu (Lutra lutra)
- nevertebrate (2): Cucujus cinnaberinus, Xylomoia strix
- pești (3): zvârluga (Cobitis taenia), zglăvoacă (Cottus gobio), cicar (Lampetra planeri)

Pe lângă speciile protejate, pe teritoriul sitului au mai fost identificate 5 specii de plante.